# Hypotrachyna lichesterinica
Hypotrachyna lichesterinica är en lavart som beskrevs av Louwhoff & Elix. Hypotrachyna lichesterinica ingår i släktet Hypotrachyna och familjen Parmeliaceae.   Inga underarter finns listade i Catalogue of Life.